# Vorderer Drachenkopf
Der Vordere Drachenkopf ist ein 2302 m ü. A. hoher Berg der Mieminger Kette in Tirol oberhalb der Coburger Hütte. 

## Lage
Der Vordere Drachenkopf liegt südlich des 1657 m hoch gelegenen Seebensees. Im Nordwesten ragt markant die Ehrwalder Sonnenspitze hervor. Im Süden befindet sich der Hintere Drachenkopf. Im Osten oberhalb des Drachensees schließen sich die Tajaköpfe an.

## Anstiege
Der Gipfel kann von der Coburger Hütte in leichter Kletterei über die Scharte zum Hinteren Drachenkopf und weiter über den Südgrat (teilweise brüchiger Fels) erreicht werden. Der Weg ist durchgehend markiert und führt zunächst Richtung Westen, wobei man anschließend den Gipfel halb umrundet.